# Thermopsis montana
Thermopsis montana (лат.) — многолетнее травянистое растение, вид рода Термопсис (Thermopsis) семейства Бобовые (Fabaceae). Произрастет на западе США.

## Таксономия
Видовой эпитет montana относится к местообитанию вида в горной местности.

## Разновидности
Различают две разновидности T. montana:
- Thermopsis montana var. montana
- Thermopsis montana var. ovata (B.L.Rob. ex Piper) H.St.John

## Описание
Thermopsis montana — многолетнее травянистое растение. Цветки золотисто-жёлтые, растут на густых удлинённых кистях на стеблях, которые могут достигать высоты 0.9 м. Цветёт с мая по август. Листья растут в тройчатых образованиях. 

Thermopsis montana
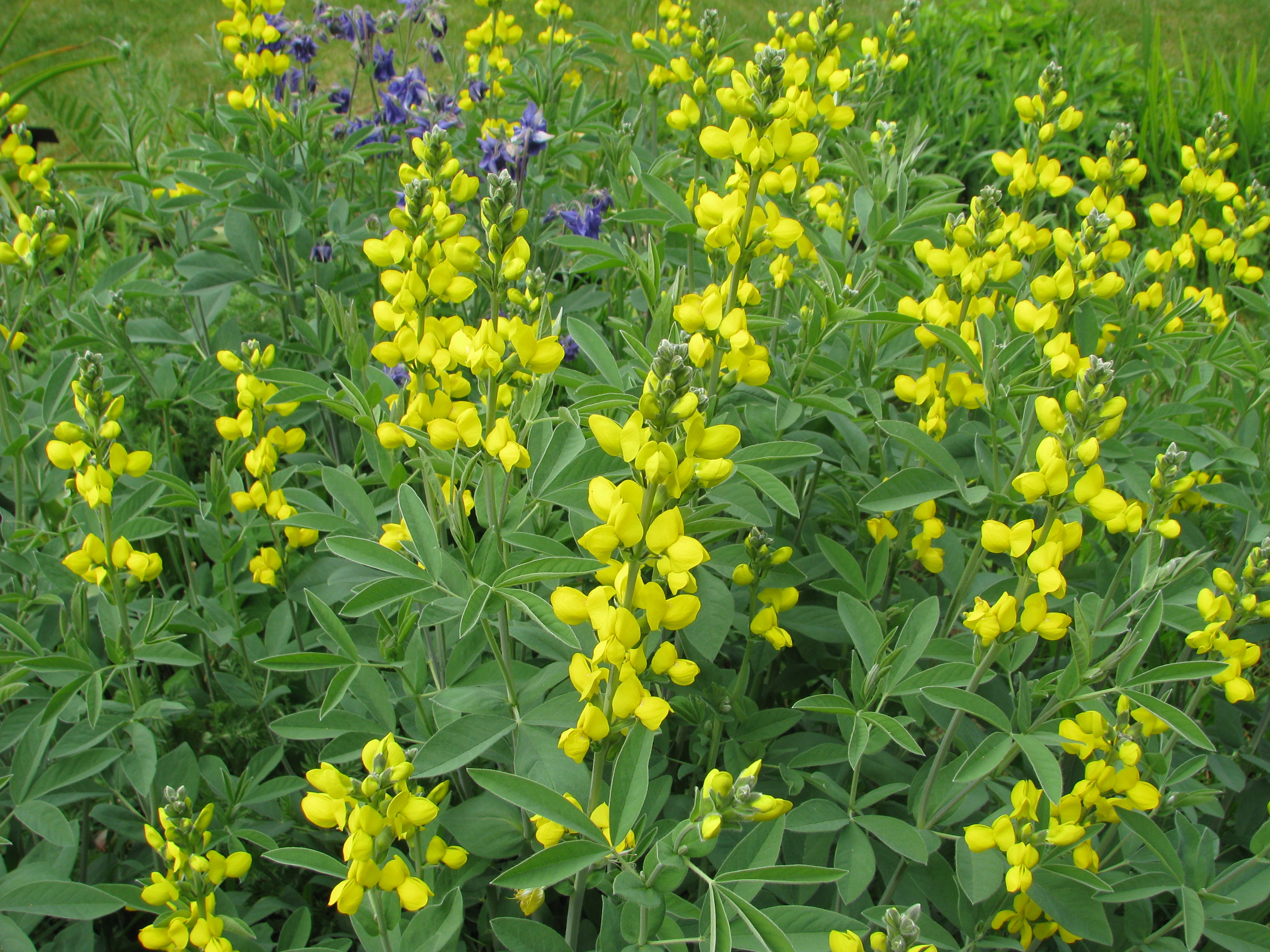
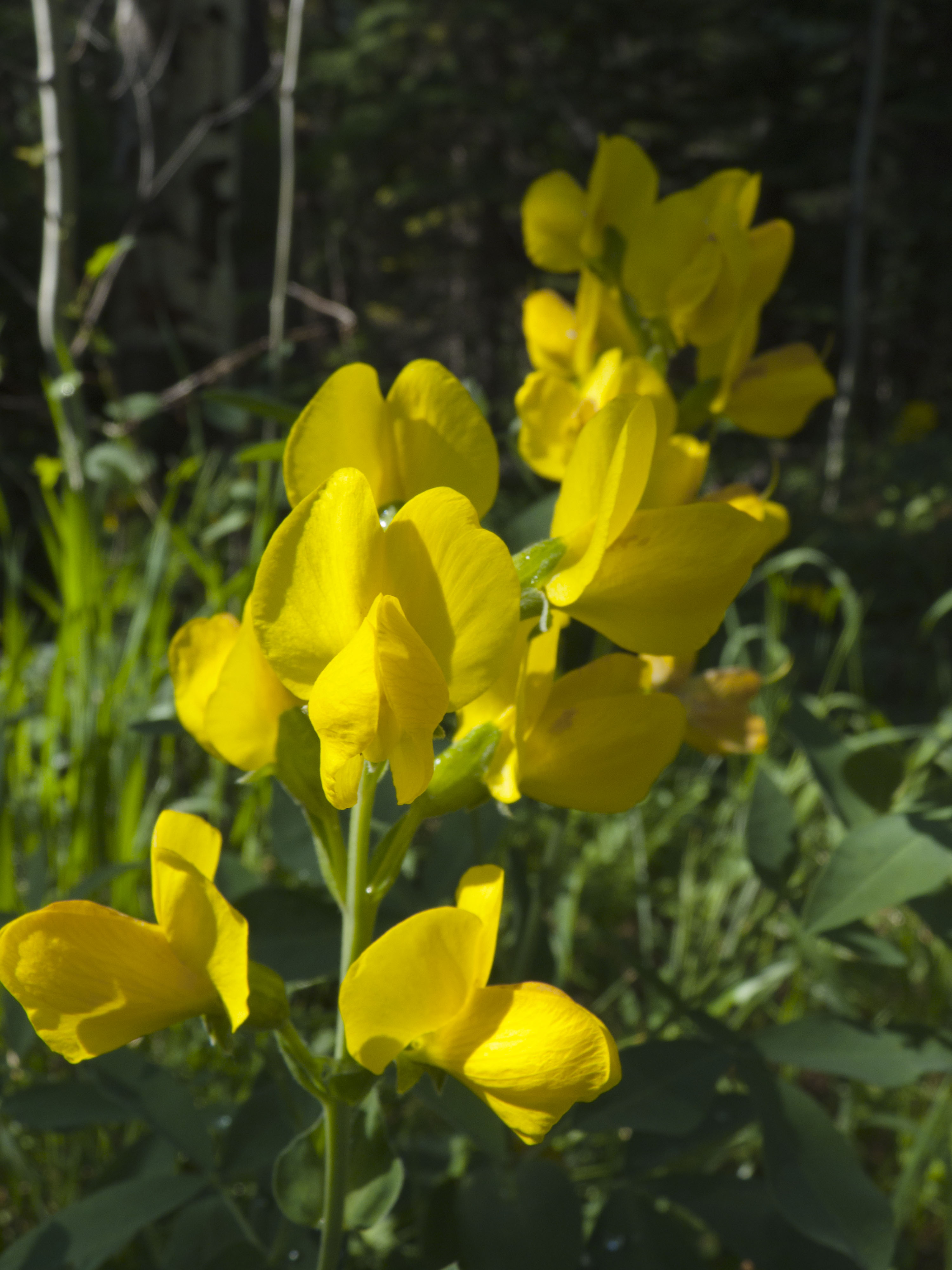
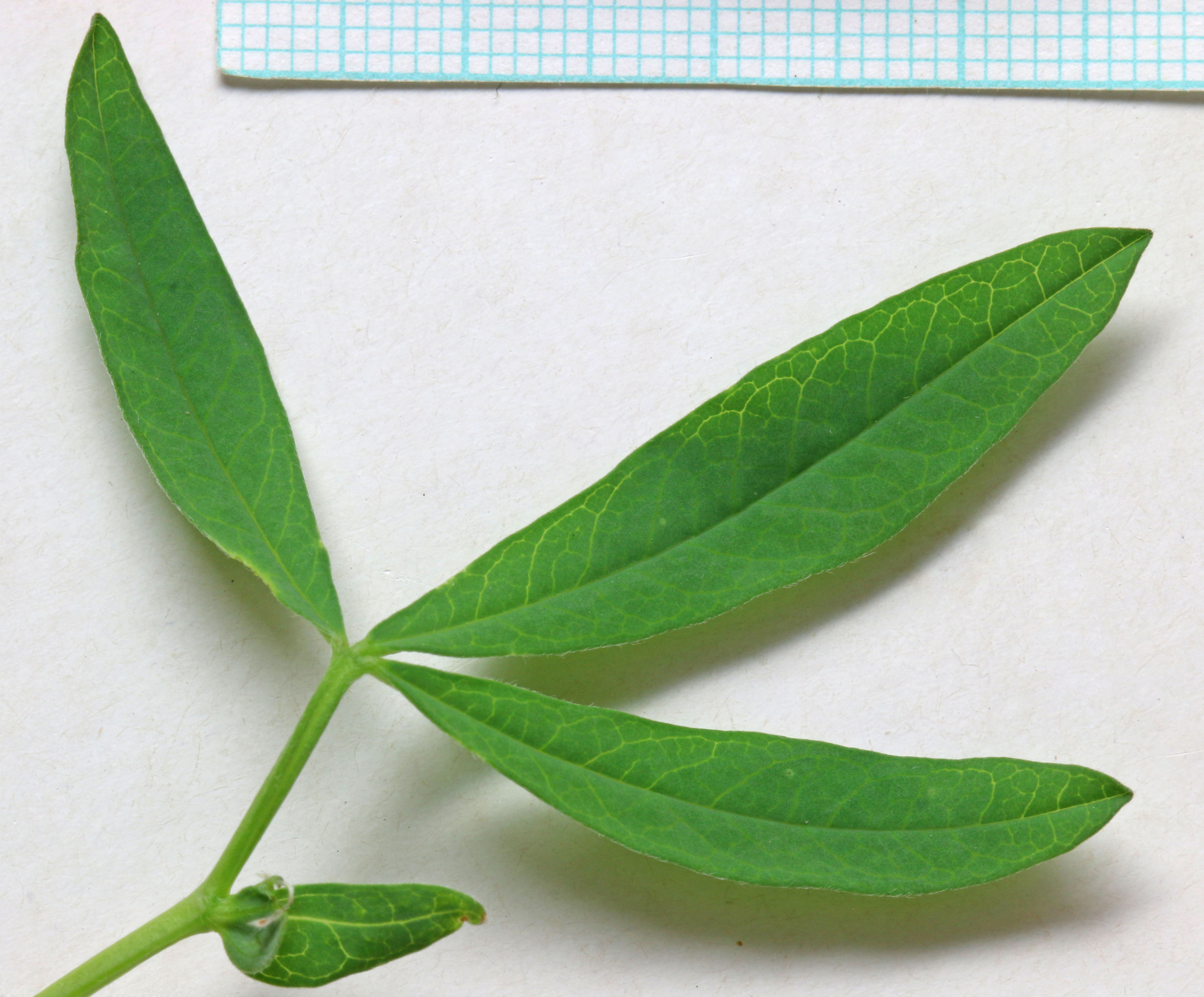
Лист
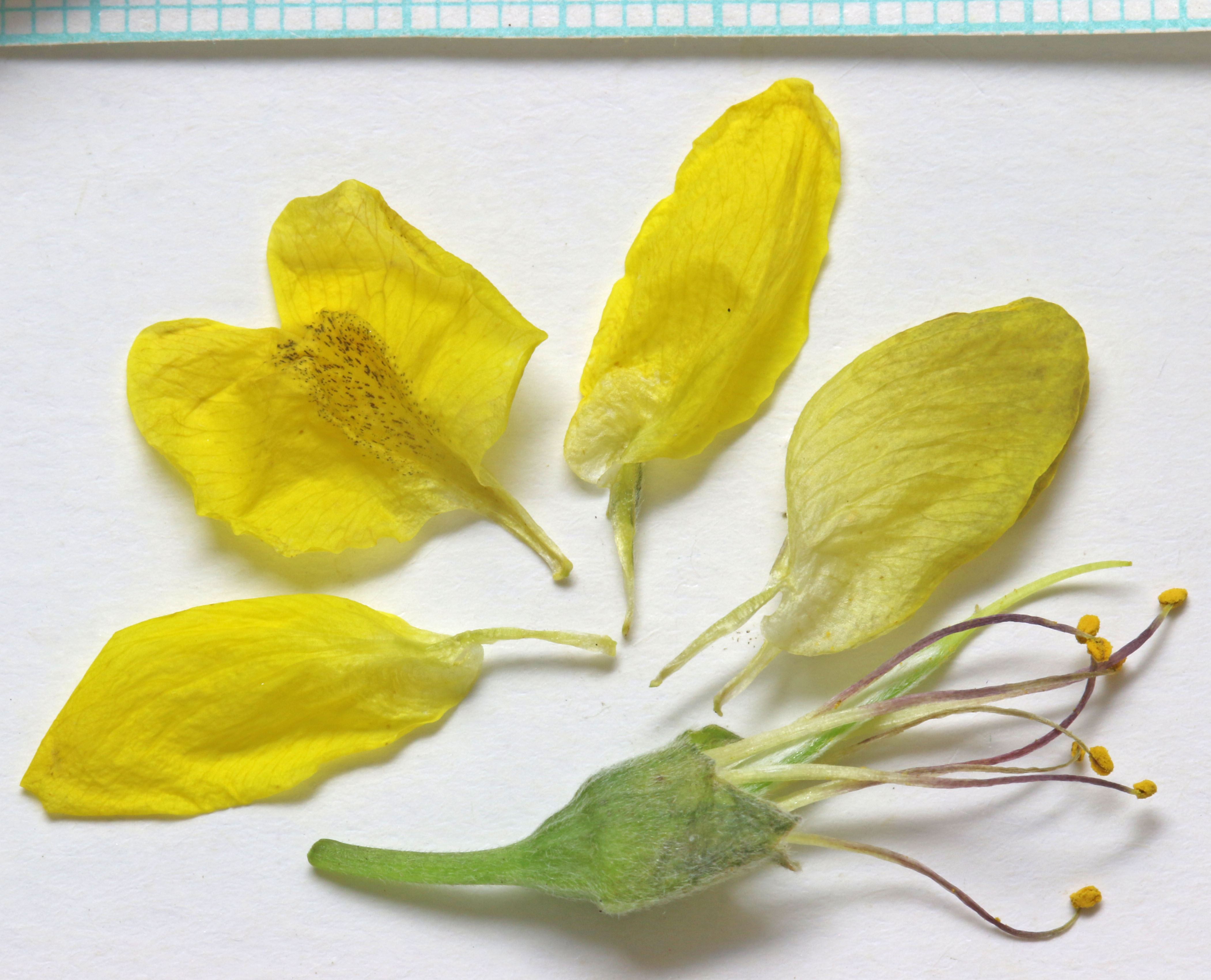
Детали цветка

## Ареал и местообитание
Произрастет на западе США. Растёт на лугах и во влажных районах высоких равнин, иногда в сочетании с полынью. 